# Lisa Hirner
Lisa Marie Hirner (Leoben, 3 de octubre de 2003) es una deportista austríaca que compite en esquí en la modalidad de combinada nórdica. Ganó tres medallas de bronce en el Campeonato Mundial de Esquí Nórdico, en los años 2023 y 2025.

## Palmarés internacional
| Campeonato Mundial | Campeonato Mundial  | Campeonato Mundial | Campeonato Mundial                    |
| Año                | Lugar               | Medalla            | Prueba                                |
| ------------------ | ------------------- | ------------------ | ------------------------------------- |
| 2023               | Planica (Eslovenia) | Medalla de bronce  | TN + 2 × 2,5 km/2 × 5 km equipo mixto |
| 2025               | Trondheim (Noruega) | Medalla de bronce  | TN + 5 km individual                  |
| 2025               | Trondheim (Noruega) | Medalla de bronce  | TN + 2 × 2,5 km/2 × 5 km equipo mixto |